# Rum Cay
Rum Cay ist eine etwa 40 km² große Insel und ein Distrikt der Bahamas. 
Rum Cay liegt 32 km südlich von San Salvador und ist eine flache Insel mit sanften Hügeln, die sich bis zu 37 m erheben. Christoph Kolumbus nannte die Insel Santa Maria de la Concepción. Es wird angenommen, dass der Name der Insel von einer untergegangenen Schiffsladung Rum stammt. Der Hauptort ist Port Nelson, ein malerisches Dorf zwischen Kokospalmen-Hainen.

## Geschichte
Die Insel wurde von den Lucayan-Indianern zuerst Mamana genannt und später von Columbus auf Santa María de la Concepción umbenannt. Spanische Forscher fanden ein an den Strand gespültes Rumfass und nannten die Insel daraufhin abermals in Rum Cay um. Im Jahr 2010 hatte die Insel 99 Bewohner. Sie wurde im 19. Jahrhundert von Loyalisten, die vor dem amerikanischen Revolutionskrieg flüchteten, besiedelt.
Im Norden gibt es eine interessante Höhle mit lucayanischen Zeichnungen und Steinfiguren. Zahlreiche Artefakte der Arawak-Periode wurden von Farmern im fruchtbaren Boden gefunden, der bereits von den Indianern mit Fledermaus-Guano gedüngt wurde. Gemeinsam mit anderen Inseln hat Rum Cay eine wechselhafte Geschichte. Der Anbau von Orangen und Sisal, die Gewinnung von Salz waren einst wichtige Industriezweige, aber bedingt durch den Wettbewerb und Naturkatastrophen sind diese Industrien heute nicht mehr von Bedeutung. Haupteinnahmequelle ist mittlerweile der Tourismus.

## Bevölkerung
Der Großteil der Bevölkerung lebt heute in Port Nelson. Siedlungen wie Port Boyd, Black Rock und Gin Hill sind mittlerweile verlassen und überwuchert.

## Natur
Die Riffe Summer Point Reef und Pinder’s Point, die diesen früheren Piratenhafen umgeben, sind ein beliebtes Ziel für Taucher. Beim Grand Canyon reichen die riesigen Korallen beinahe bis an die Wasseroberfläche. Bei der Summer Point Marina gibt es Anlegeplätze, Bars und Restaurants, sowie ein kleines Gästehaus, das gemietet werden kann. Der Yachthafen Last Chance Yacht Supply bietet Einkaufsmöglichkeiten und wird von Booten auf dem Weg nach Mayaguana zu den Turks- und Caicosinseln oder anderen Punkten im Norden genutzt. 
Taucher können hier noch immer Teile der HMS Conqueror, dem ersten schraubengetriebenen Kriegsschiff der Royal Navy, finden. Das Schiff sank 1861 und liegt in rund zehn Metern Tiefe.

## Verkehr
Auf der Insel befindet sich ein Flughafen mit dem IATA-Flughafencode RCY.